# サピエンティア (小惑星)
サピエンティア (275 Sapientia) は小惑星帯にある比較的大きな小惑星である。C型小惑星に分類され、炭素化合物からなっていると推定される。
1888年4月15日にウィーンでヨハン・パリサによって発見され、「知恵」を意味するラテン語にちなんで命名された。
2003年4月に西日本で掩蔽が観測された。